# 海格湖
海格湖（Lake Hayq 或 Lake Haik）是埃塞俄比亞的淡水湖，位於阿姆哈拉州南沃洛地區德西以北，座標11°20′N 39°43′E / 11.333°N 39.717°E，小鎮海格位於海格湖以西。海格湖長6.7公里，闊6公里，海拔2,030，湖面23平方公里，最大水深88米。